# 東京都會電視台
東京都會電視台（日语：／ Tōkyō Metoroporitan Terebijon）是一家日本無線電視台，為以東京都為播出對象地區的特定無線基幹廣播事業者，也是FM東京旗下的权益法适用子公司。其為全國獨立放送協議會（獨立協）成員電視台，並和独立协其他电视台有业务往来，但并未参与东名阪Net6和5個3頻道。
東京都會電視台開播於1995年，是平成新台之一，其别名是（简称），取自其广播呼号；遙控器號碼是9頻道（在類比電視時期是14頻道）。2009年5月之後，為將電視數位化之後定頻9頻道一事廣而告之，東京都會電視台使用“可爱！小九”作为宣传口号。2019年後，東京都會電視台以「連接你我的電視」（つなげるテレビ。）為新的宣傳標語。
東京都會電視台在成立之初，曾使用的首字母「TMT」作為英文簡稱，但開播時已改為「MXTV」或「MX電視台」（MXテレビ）。2006年7月遷至半藏門現址後，開始改用「TOKYO MX」作為通稱並持續至今。在搬遷的同時，也啟用村上隆設計的吉祥物「Yume Lion」。

## 資本構成
由于在创办时各大报社并非東京都會電視台的主要股东，因此和其他位于东京的核心台相比，特定報社對東京都會電視台的影響力較弱。但現在《東京新聞》的發行者中日新聞社是東京都會電視台的第二大股东，其赞助的简短广告亦时有播出。下為2019年3月31日時東京都會電視台的股權構成：
| 資本金           | 已發行股份總數 | 股東數 |
| ---------------- | -------------- | ------ |
| 48億3,562萬9,209 | 350,000股      | 96     |

| 股東               | 股份數   | 比例   |
| ------------------ | -------- | ------ |
| FM東京             | 71,150股 | 20.33% |
| 中日新聞社         | 21,950股 | 06.27% |
| 東京都             | 12,300股 | 03.51% |
| 鹿島建設           | 12,300股 | 03.51% |
| 凸版印刷           | 12,300股 | 03.51% |
| 東京巨蛋           | 12,300股 | 03.51% |
| 東映               | 12,300股 | 03.51% |
| 日本電氣           | 12,300股 | 03.51% |
| NTT Communications | 10,350股 | 02.96% |
| KADOKAWA           | 07,500股 | 02.14% |

## 歷史

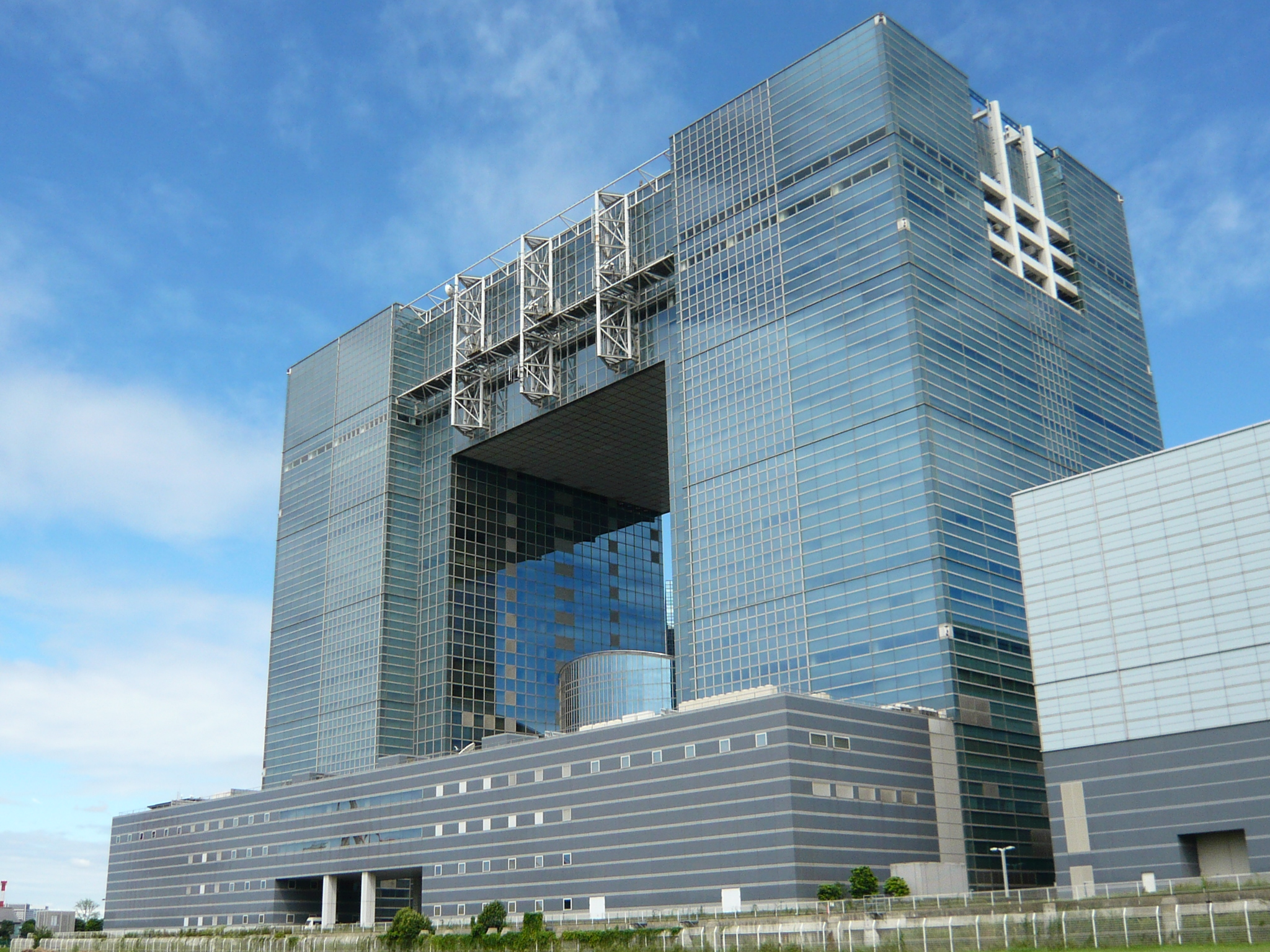
1995年至2006年的總部所在地：位於東京臨海副都心的電信中心大樓（テレコムセンタービル）

雖然日本的媒體業中心是東京都，但長期以來並無以東京都為播出地區的電視台，前東京都知事鈴木俊一和東京商工會議所因此有意設立以主要服務東京都的電視台，並在1985年12月正式提出這一要求:4。1991年，郵政省決定發出東京地區的電視台執照，吸引159家業者申請:4。東京都會電視台的發起人也在同年3月參與申請競爭。1993年2月1日，東京都會電視台獲得電視播出的預備執照；並於4月30日正式設立「東京都會電視台株式會社」，是東京都继东京电视台之后的第六家民營無線電視台，當時總部位於虎之門一丁目的森大廈:26。
1995年10月，東京都會電視台正式獲得電視播出執照，總部搬遷至江東區青海2丁目的電訊中心。10月15日，東京都會電視台開始試播，最初播出的節目有《東京NEWS》、《MX電視台收視指南》、《莫札特的東京》等。11月1日18時，東京都會電視台正式開播，首個節目是「東京NEWS」:6。東京都會電視台在播出之初，為和其他電視台進行市場區隔，而以播出新聞節目為主，並未播出任何綜藝節目。1996年4月，東京都會電視台在小笠原群島設立轉播站:8。同年12月，東京都會電視台開始播出電視資訊，是第一個播出資訊電視的獨立UHF電視台:8。當時電視是利潤率極高的業界，因此有眾多企業出資東京都會電視台。但東京都會電視台開播之後因使用UHF波段導致眾多家庭無法收看，因此經營陷入苦戰，公司內部陷入混亂，眾多高層辭職。
1997年6月，FM東京前社長後藤亘就任東京都會電視台社長，並對經營體制和節目編排進行大幅調整，開始充實電視購物及各類娛樂節目。2002年度之後，東京都會電視台已實現扭虧為盈。2003年12月1日，東京都會電視台開始播出數位電視訊號。為對應電視數位化及提高前往東京都內各地便利性，東京都會電視台總部在2006年7月從電信中心大樓搬遷至千代田區麴町的半藏門媒體中心，將公司通稱從東京MX電視台（東京MXテレビ）改為TOKYO MX，啟用了新商標，對公司形象進行全面刷新。同時東京都會電視台開始播出高畫質電視和手機電視，並成為日本第一個使用多頻道播出無線電視的民營電視台:25。最初東京都會電視台主要在直播賽馬時進行多頻道播出（一個頻道播出通常節目，另一頻道播出賽馬），之後多頻道播出時間逐漸擴大。2014年4月1日開始，東京都會電視台正式實現全部時間雙頻道播出，並採用新壓縮技術，使得雙頻道中的91頻道（TOKYO MX 1）實現常時高畫質播出，而92頻道（TOKYO MX 2）則使用標準畫質播出。
2012年10月1日，東京都會電視台改自東京天空樹發射信號。2015年，東京都會電視台與綜合情報公司里庫路特推出了在網路同步播出東京都會電視台節目的免費行動應用程式M-CAS；同年東京都會電視台迎來開播20週年，並舉辦活動，在11月1日播出了開播20週年特別節目。
東京都會電視台在總部之外，還在立川市設有多摩新聞中心，並在美國紐約市設有辦公室。2004年，東京都會電視台和美國NY1電視台簽訂了姊妹台協議，MX在紐約的辦公室也位於NY1:16。東京都會電視台還和英國獨立電視新聞（ITN）等外國電視台有合作關係:26。

## 收視地區
東京都會電視台雖然以東京都為播出範圍，但實際上神奈川縣的川崎市幾乎全市、横濱市大部分地區、相模原市全市、座間市全市、大和市全市、横須賀市東京灣沿岸，還有千葉縣西北部及東京灣沿岸、埼玉縣中部西部東部、茨城縣南部部分地區也可以收看。然而另一方面，東京都中心部也有部分地區（葛飾區、羽田機場等地）較難收看東京都會電視台，為此東京都會電視台在2008年和東武鐵道簽約，預租東京晴空塔發射信號。然而因這將使得東京都會電視台的信號發射範圍大幅越過東京都，引發tvk等關東地方其他獨立電視台的不滿，也使得關東地方統一各獨立電視台的遙控器頻道計劃中只有東京都會電視台被改為9頻道。關東地方以外的山梨縣、靜岡縣等地也可以通過有線電視收看東京都會電視台。

## 節目

### 新聞、資訊類節目
東京都會電視台在開播之初類似紐約的24小時地方新聞頻道NY1，在每天播出5次新聞節目東京NEWS，累計時長12小時:6。但為改善經營狀況，東京都會電視台逐漸縮短新聞節目的時間。1999年4月，東京都會電視台開始播出其第一個晨間大型帶狀資訊節目《白澤美紀的Morning TOKYO》:11。該節目在2001年獲得了銀河賞:13。2012年，東京MX改版了晚間的《TOKYO MX NEWS》和《The Golden Hour》節目，並在晨間新設帶狀新聞節目CHECK TIME。
現在東京都會電視台的平日晨間帶狀新聞節目是自2014年開始播出的《MORNING CROSS》:33。東京都會電視台在平日的另一主要新聞時段是晚間的新聞節目。東京都會電視台曾長期在平日18點時段播出新聞節目《TOKYO MX NEWS》。2020年，東京都會電視台將傍晚的新聞節目改版為《news TOKYO FLAG》，並在同年10月將該節目時長延長至1小時，改在晚間8時播出。
東京都會電視台在近年東京都議會議員選舉及東京都知事選舉時均播出特別節目。此外，東京都會電視台在選舉特別節目時將Twitter上觀眾的反應未經處理直接播出也一時成為話題。
東京都會電視台現在於週一至週五播出的主要帶狀資訊類節目有傍晚5時播出的《5時夢中!》、晚間9時播出的《玫瑰色公子》。其中《5時夢中!》是著名藝人貴婦松子最初出演的電視節目，也是東京都會電視台的招牌節目，在傍晚同時間段節目中較有影響力。除了東京都會電視台之外，同为独立局的群馬電視台、SUN電視台、栃木電視台亦有播出《5時夢中!》。2019年開始，《5時夢中!》更可通過app在日本全國觀看。
東京都會電視台在週末播出的資訊節目有週六傍晚的新聞討論節目《田村淳的聽到底》，以及週日中午播出的主婦向資訊節目《彩色週日!!》。

### 體育節目
東京都會電視台在開播之初播出千葉縣柏太陽王的比賽，但自1999年開始播出東京當地球隊FC東京球隊日本職業足球聯賽比賽。2003年，東京都會電視台更出資FC東京，成為FC東京股東:15。東京都會電視台自開播之初就播出大井競馬場的賽馬實況。和其他獨立電視台一樣，東京都會電視台在每年高中棒球預選球季也會播出當地高中的比賽。1998年開始，東京都會電視台亦播出日本職棒比賽，最初播出東京養樂多燕子及阪神虎的比賽。但自2007年開始，由於軟銀的贊助，東京都會電視台開始大量播出福岡軟銀鷹的比賽。現在東京都會電視台僅直播福岡軟銀鷹的職棒比賽。

### 動畫節目
和其他獨立電視台相比，東京都會電視台在開播之初播出的動畫節目較少。但在2006年數位電視開始普及之後，日本電視台出身的製作人（現為顧問）提案「播出動畫的話可獲得收視率」，此後東京都會電視台開始逐漸增加動畫節目播出時間，確立了「動畫的MX」品牌:30。2012年10日之後，隨著東京都會電視台改用東京天空樹為信號發射地點使得收視範圍擴大，有不少UHF動畫節目在關東地方只在東京都會電視台播出。現在東京都會電視台是日本少數在晚間黃金時段（19點至22點）播出動畫節目的電視台之一。2014年，東京都會電視台設立動畫事業部，並表示希望能舉辦「TOKYO MX動畫祭」，繼續擴大動畫事業。

## 網際網路
東京都會電視台自1995年開播時就開始積極使用互聯網，2006年8月開始就在YouTube上傳部分自行製作的節目，是日本的電視台中在視頻網站免費實時播出自家節目的先驅:26。2007年，東京都會電視台在YouTube開設官方頻道，是日本第一個開設官方YouTube頻道的無線電視台:26。2009年，東京都會電視台及主要節目還開始了官方Twitter賬戶。2011年11月，東京都會電視台開設了智慧型手機用的官方網站:30。2015年7月開始，東京都會電視台推出經由網路實時播出自家節目的app，使得播出區域以外地區的民眾也能收看東京都會電視台的節目，但播出節目僅限部分動畫節目和信息類節目。

### 脚注
1. ↑  原文是。是英语“（可爱）”的日语读音，而“9ch”在官方读法中为。即口号的中文翻译是“可爱！小九”，九是东京都会电视台的频道代码，而则是日语对他人姓名的可爱化称呼。

### 出典
1. 1 2  . .   [2020-08-17]. （原始内容存档于2019-10-09） （日语）.
2. 1 2 3 4   (PDF). .   [2024-02-01]. （原始内容存档 (PDF)于2024-02-01） （日语）.
3. 1 2  . .   [2021-11-01]. （原始内容存档于2020-07-21） （日语）.
4. 1 2 3  . .   [2020-10-14]. （原始内容存档于2020-07-21） （日语）.
5. ↑  . FM東京.   [2020-05-31]. （原始内容存档于2020-09-02）.
6. ↑   (PDF). .   [2020-06-01]. （原始内容存档 (PDF)于2016-03-04）.
7. ↑  . .   [2022-10-14]. （原始内容存档于2022-10-14）.
8. ↑  . .   [2017-07-17]. （原始内容存档于2017-07-15） （日语）.
9. 1 2 3 4 5 6 7 8 9 10 11 12 13 14 15 16 17 18  .  . 東京都: . 2015.NCID BB20950466（日語）
10. 1 2 3  . .   [2017-07-17]. （原始内容存档于2017-09-04） （日语）.
11. ↑  . .   [2017-07-17]. （原始内容存档于2016-10-06） （日语）.
12. 1 2   (PDF). .   [2017-07-18]. （原始内容存档 (PDF)于2016-03-04） （日语）.
13. ↑   (PDF). .   [2020-06-04]. （原始内容存档 (PDF)于2020-09-02）.
14. ↑   (PDF). .   [2017-07-17]. （原始内容存档 (PDF)于2016-03-04） （日语）.
15. ↑   (PDF). .   [2017-07-17]. （原始内容存档 (PDF)于2015-10-02） （日语）.
16. ↑   (PDF). .   [2017-07-17]. （原始内容存档 (PDF)于2015-11-06） （日语）.
17. ↑  . .   [2017-07-18]. （原始内容存档于2017-07-04） （日语）.
18. ↑  . .   [2017-07-18]. （原始内容存档于2017-07-29） （日语）.
19. ↑  . .   [2017-07-18]. （原始内容存档于2017-07-05） （日语）.
20. ↑   (PDF). .   [2020-06-01]. （原始内容存档 (PDF)于2019-03-09）.
21. ↑   (PDF). .   [2020-06-01]. （原始内容存档 (PDF)于2012-05-14）.
22. ↑   (PDF). .   [2017-07-17]. （原始内容存档 (PDF)于2020-09-02） （日语）.
23. ↑   (PDF). .   [2017-07-17]. （原始内容存档 (PDF)于2016-03-04） （日语）.
24. ↑   (PDF). .   [2020-06-04]. （原始内容存档 (PDF)于2020-09-02）.
25. ↑   (PDF). .   [2020-10-14]. （原始内容存档 (PDF)于2020-10-14）.
26. ↑  . .   [2017-07-17]. （原始内容存档于2018-01-22） （日语）.
27. ↑  . .   [2017-07-17]. （原始内容存档于2018-01-22） （日语）.
28. ↑   (PDF). .   [2017-07-17]. （原始内容存档 (PDF)于2016-10-22） （日语）.
29. ↑   (PDF). .   [2017-07-17]. （原始内容存档 (PDF)于2017-08-22） （日语）.
30. ↑  . .   [2017-07-17]. （原始内容存档于2018-01-22） （日语）.
31. ↑   (PDF). .   [2017-07-17]. （原始内容存档 (PDF)于2020-09-02） （日语）.
32. ↑   (PDF). .   [2017-07-18]. （原始内容存档 (PDF)于2015-09-12） （日语）.
33. ↑   (PDF). .   [2017-07-18]. （原始内容存档 (PDF)于2020-09-02） （日语）.
34. ↑   (PDF). .   [2020-10-14]. （原始内容存档 (PDF)于2020-10-14） （日语）.
35. ↑   (PDF). .   [2020-10-14]. （原始内容存档 (PDF)于2020-10-14） （日语）.
36. ↑   (PDF). .   [2020-10-14]. （原始内容存档 (PDF)于2020-10-14） （日语）.
37. ↑  . .   [2017-07-18]. （原始内容存档于2017-07-07） （日语）.
38. ↑  . .   [2017-07-18]. （原始内容存档于2017-06-24） （日语）.
39. ↑  . .   [2017-07-18]. （原始内容存档于2018-01-22） （日语）.
40. ↑  . .   [2017-07-18]. （原始内容存档于2016-04-01） （日语）.
41. ↑  . .   [2017-07-18]. （原始内容存档于2018-01-22） （日语）.